# Медея (фильм, 2022)
«Медея» — российский фильм ужасов, снятый режиссёром Игорем Волошиным. Премьера фильма состоялась на фестивале авторского кино «Зимний» 1 декабря 2022 года. В широкий прокат картина вышла 16 марта 2023 года.

## В ролях
- Ольга Симонова — Лиза
- Кирилл Полухин — сосед
- Паулина Андреева — любовница
- Павел Деревянко — бывший муж Лизы
- Никита Колпачков — Ярик
- Кирилл Колпачков — Миша
- Олег Васильков — врач

## Критика
Дмитрий Бортников в своей рецензии, опубликованной на сайте RussoRosso похвалил фильм, сказав что «главным отличием «Медеи» от других российских ужасов являются техническая составляющая, звук, музыка и визуальный ряд. А «персонажи», которых герои видят во снах и галлюцинациях, гораздо страшнее и опаснее того, что другие вырисовывают с помощью спецэффектов и аниматроники». Также он заметил сходство «Медеи» с фильмами «Тварь» и «Мёртвые дочери», сказав, что «Медея» заманивает параллелями с этими фильмами, покоряет отношением и атмосферой приближающихся ужаса, страха и сумасшествия и забавляет отношением к религии и неоднозначностью всего, что видят зрители». Вдобавок он похвалил игру актёров, сказав что «задействованная в основном в проектах мужа Ольга Симонова так прониклась своей героиней, что совсем непривлекательная личность Лиза Кукушкина всё равно вытягивает из зрителей положительные эмоции, потому что в её ситуации не сопереживать попросту невозможно. Как и братьям Колпачковым, чьи герои кажутся разбалованными и отбившимися от рук, но как только появляется реальная опасность, их хочется жалеть гораздо больше взрослых героев. Кирилл Полухин и Олег Васильков, как обычно создали образы неоднозначные, но важные для проекта. В крошечных, но запоминающихся ролях засветились Павел Деревянко и Паулина Андреева».